# Jeanne Rhéaume
Jeanne Rhéaume, née le 15 avril 1915 à Montréal où elle est morte le 12 août 2000, est une peintre québécoise.

## Biographie
Elle est née à Montréal, Québec, et a étudié à l'École des beaux-arts de Montréal. Elle a ensuite étudié avec Lilias Torrance Newton, Harold Beament et Goodridge Roberts à l'Art Association of Montreal. Elle a exposé dans plusieurs galeries à Montréal. Rhéaume était signataire du manifeste Prisme d'yeux. En 1952, elle s'installe à Florence mais continue d'acheminer des toiles pour des expositions au Canada. En 1972, après des études de tissage en Europe, elle commence à exposer des tapisseries en plus de ses peinture. Elle a reçu plusieurs distinctions, le prix Jessie Dow à trois reprises et des bourses d'études pour la peinture et le tissage au cours de sa carrière. Son travail a été présenté dans des expositions au Canada et à l'étranger .
Elle est décédée à Montréal à l'âge de 85 ans.
Son travail fait partie des collections de la Vancouver Art Gallery, de l'Art Gallery of Hamilton (en), du Musée des beaux-arts du Canada, de la Banque d'œuvres d'art du Conseil des arts du Canada, d'Affaires mondiales Canada à Ottawa, du Musée des beaux-arts de Montréal, du Musée national des beaux-arts du Québec et de la Maison du Québec à Paris.

## Distinctions
- 1957 : Prix Jessie Dow de la meilleure peinture à l'huile pour l'œuvre Paysage florentin lors du 74e Salon du Printemps du Musée des beaux-arts de Montréal[7]
- 1958 : Prix Jessie Dow de la meilleure aquarelle pour l'œuvre Romola lors du 75e Salon du Printemps du Musée des beaux-arts de Montréal[8]